# Zoë van Giersbergen
Zoë van Giersbergen (* 8. Mai 2001 in Hoorn) ist eine niederländische Handballspielerin auf der Position Rückraum Mitte. Als Beachhandballspielerin spielt sie auf der Position des Specialist.

## Hallenhandball
Zoë van Giersbergen spielt für den Westfriesland SEW aus Nibbixwoud, zunächst in der Jugend, mittlerweile in der ersten niederländischen Liga. Mit dem Verein war sie in der 2020/21 für den erstmals ausgetragenen EHF European Cups qualifiziert, schied jedoch aufgrund der COVID-19-Pandemie ohne durchgeführte Spiele in der zweiten Runde gegen Rocasa Gran Canaria aus.

## Beachhandball

### Juniorinnenbereich
2017 gehörte van Giersbergen am Jarun-See bei Zagreb zum ersten Mal zum niederländischen Aufgebot bei den Junioreneuropameisterschaften (U 17). In der Vorrunde gelangen gegen die Ukraine, Rumänien, Polen und Deutschland klare Zweisatzsiege, nur beim letzten Spiel gegen den Mitfavoriten Ungarn gewannen die Niederländerinnen erst im Shootout. Als unbesiegte Gruppenerste gingen die Niederländerinnen in die K.-o.-Spiele. Auch das Viertelfinalspiel gegen Litauen wurde klar gewonnen. Im Halbfinale wurde Deutschland im Shootout besiegt. Das Finale gegen die Auswahl Portugals wurde in zwei hart umkämpften Durchgängen gewonnen. In achte Spielen erzielte sie 28 Punkte, 12 davon allein im Vorrundenspiel gegen Deutschland, als sie beste Werferin ihrer Mannschaft war.
Im Monat darauf gehörte van Giersbergen zur niederländischen Auswahl, die an den erstmals ausgetragenen U-17-Weltmeisterschaften in Flic-en-Flac auf Mauritius teilnahmen. Nach einem deutlichen Sieg über Taiwan in ihrer Vorrundengruppe waren sie als erste der Gruppe für die Hauptrunde qualifiziert, da die beiden anderen Gruppengegnerinnen aus Brasilien und Togo ihre Mannschaften zurückgezogen hatten. In der Hauptrunden-Gruppe wurden mit Kroatien, Argentinien und Ungarn drei Weltklasse-Nachwuchsmannschaften besiegt, wenngleich Argentinien und Ungarn erst im Shootout. Verlustpunktfrei gingen die Niederländerinnen in die K.-o.-Spiele. Nach einem Sieg im Viertelfinale über Thailand wurde im Halbfinale Argentinien besiegt. Erst im Finale musste van Giersbergen mit ihrer Mannschaft die erste Niederlage des Turniers hinnehmen, sie unterlagen Ungarn im Shootout.
Auch bei den U-18-Junioreneuropameisterschaften 2018 in Ulcinj, Montenegro, gehörte van Giersbergen zum niederländischen Aufgebot. Alle drei Spiele der Vorrunde gegen die Ukraine, Montenegro und Litauen wurden klar gewonnen. Das Viertelfinale gegen die Kroatinnen gewannen die Niederländerinnen in zwei Sätzen. Im Halbfinale wurde Deutschland besiegt. Im Finale gab es gegen die Mannschaft Ungarns die erste Niederlage des Turniers. In sechs Spielen traf van Giersbergen zu 20 Punkten, beim Viertelfinalspiel über Kroatien war sie mit acht Punkten beste Werferin der Niederländerinnen.

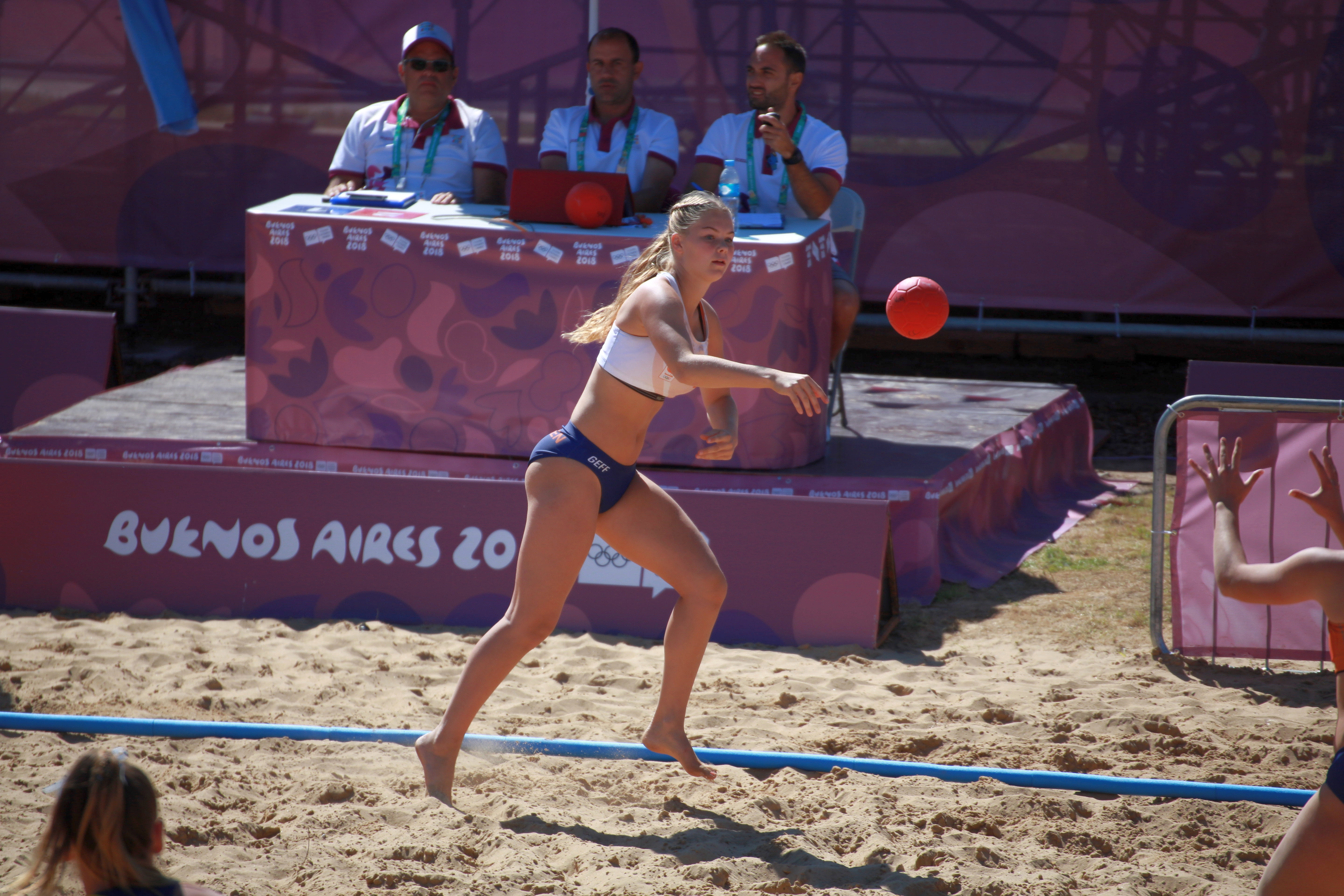
Van Giersbergen im Vorrundenspiel gegen Argentinien

Zum Höhepunkt und Abschluss der Juniorinnenzeit wurde die Teilnahme an den Olympischen Jugend-Sommerspielen 2018 in Buenos Aires, bei denen erstmals im Rahmen Olympischer Spiele Beachhandball ausgetragen wurde. Die Niederlande begannen mit Siegen gegen Paraguay, Hongkong, die Türkei, Venezuela und die Gastgeberinnen aus Argentinien. Damit zog die Mannschaft verlustpunktfrei und als Tabellenerste in die Hauptrunde ein. Das erste Spiel in der Hauptrunde war ein 2-1-Sieg im Shootout über Chinesisch Taipeh (Taiwan). Es folgte ein Sieg im Shootout über Kroatien und eine Niederlage im Shootout gegen die Ungarinnen. Trotz der Niederlage erreichten die Niederlande als Gruppenerste die Halbfinals. Nach einem bis dahin überzeugenden Turnier unterlagen sie hier jedoch der Mannschaft Kroatiens klar in zwei Sätzen. Auch das Spiel um die Bronzemedaille verloren die Niederländerinnen gegen die Vertretung Ungarns, die Dauerrivalen der letzten Jahre. Van Giersbergen war nach Marit Crajé mit 15 erzielten Punkten die zweitschwächste Werferin ihrer Mannschaft im Turnier. Zudem gab sie acht Vorlagen.

### Frauen
Van Giersbergen gehört zum erweiterten Kader der A-Nationalmannschaft der Niederlande, wurde aber noch zu keinem Turnier nominiert.

## Erfolge
Olympische Jugendspiele
- 2018: Viertplatzierte

Junioren-Weltmeisterschaften im Beachhandball
- 2017: Vizeweltmeisterin

Junioren-Europameisterschaften im Beachhandball
- 2017: Europameisterin (U 17): Europameisterin
- 2018: Europameisterin (U 18): Vizeeuropameisterin

## Einzelbelege
1. ↑  Selectie. In: Handbalvereniging Westfriesland SEW - Westfriesland SEW. Abgerufen am 8. Mai 2021 (niederländisch).
2. ↑  Noord-Holland Cup: VZV verslaat VOC, SEW haalt uit tegen Volendam. Abgerufen am 8. Mai 2021 (niederländisch).
3. ↑  European Handball Federation - 2017 Women's Ech Beach Handball 17 / Match Details. Abgerufen am 6. Juli 2020 (englisch).
4. ↑  European Handball Federation - 2017 Women's Ech Beach Handball 17 / Match Details. Abgerufen am 6. Juli 2020 (englisch).
5. ↑  European Handball Federation - 2017 Women's Ech Beach Handball 17 / Match Details. Abgerufen am 6. Juli 2020 (englisch).
6. ↑  handball-world: Beach-EM: Niederlande und Spanien sichern sich Titel bei der U17. Ehemals im Original (nicht mehr online verfügbar); abgerufen am 7. Juli 2020. (Seite nicht mehr abrufbar. Suche in Webarchiven)
7. ↑  European Handball Federation - 2017 Women's Ech Beach Handball 17 / Match Details. Abgerufen am 6. Juli 2020 (englisch).
8. ↑  admin: Great matches on the sand of the first day of EURO | BH Euro 2017 YAC. Abgerufen am 2. September 2020 (amerikanisches Englisch).
9. ↑  DiemerNieuws - 20 juli 2017. Archiviert vom Original (nicht mehr online verfügbar) am 15. Mai 2021; abgerufen am 2. September 2020.  Info: Der Archivlink wurde automatisch eingesetzt und noch nicht geprüft. Bitte prüfe Original- und Archivlink gemäß Anleitung und entferne dann diesen Hinweis.
10. ↑  European Handball Federation - 2018 Women's ECh Beach Handball 18 / Match Details. Abgerufen am 2. September 2020 (englisch).
11. ↑  European Handball Federation - 2018 Women's ECh Beach Handball 18 / Match Details. Abgerufen am 2. September 2020 (englisch).
12. ↑  European Handball Federation - 2018 Women's ECh Beach Handball 18 / Match Details. Abgerufen am 2. September 2020 (englisch).
13. ↑  European Handball Federation - 2018 Women's ECh Beach Handball 18 / Match Details. Abgerufen am 2. September 2020 (englisch).
14. ↑  Advance Communications: Nederlands Beach Handbalteam U18 gaat voor Olympisch goud! | Handbalstartpunt - Dé handbalwebsite van Nederland. Abgerufen am 30. September 2019 (niederländisch).
15. ↑  2018 Summer Youth Olympics Official Result Book Beach handball
16. ↑  Advance Communications: Beachhandbalsters weer aan de bak | Handbalstartpunt - Dé handbalwebsite van Nederland. Abgerufen am 8. Mai 2021 (niederländisch).
17. ↑  Beach Dames. Abgerufen am 8. Mai 2021 (niederländisch).

| Personendaten    | Personendaten                     |
| ---------------- | --------------------------------- |
| NAME             | Giersbergen, Zoë van              |
| KURZBESCHREIBUNG | niederländische Handballspielerin |
| GEBURTSDATUM     | 8. Mai 2001                       |
| GEBURTSORT       | Hoorn                             |